# Samantha Warriner
Samantha Warriner, född 1 augusti 1971 i Alton i Hampshire i Storbritannien, är en nyzeeländsk triathlonist. Hon kom tvåa vid Samväldesspelen 2006. Vid OS 2004 kom hon på artonde plats.

## Fotnoter
1. ↑  IAT triatlet-ID: 18BF82541A414408BD9B4D5CE966DDD2, läst: 26 april 2022.[källa från Wikidata]